# Trapenes pagasts
Trapenes pagasts er en territorial enhed i Apes novads i Letland. Pagasten etableredes i 1923, havde 885 indbyggere i 2010 et 759 indbyggere i 2016. og omfatter et areal på 137,25 kvadratkilometer. Hovedbyen i pagasten er Trapene.